# 入喪
入喪顧名思義的即是死者遺體移入棺木的行為。在漢民族的民俗領域，舉凡喪家舉辦喪事就要選個適合的良辰吉日，才能讓死者安息，也能讓死者親友可以因此擺除一切厄運。

## 民俗基本擇日規則
於基本意義中，舉喪之家因家中有亡者，必須先入喪才有出葬所以在選擇良辰吉日的方式一概與出葬相同，特殊生肖必須迴避不得靠近與觀視。迴避的方式就是取死者生肖與生者生肖不能有『六沖』『六穿害』『三刑』等。